# San Sebastiano al Vesuvio
San Sebastiano al Vesuvio är en ort och kommun i storstadsregionen Neapel, innan 2015 provinsen Neapel, i regionen Kampanien i Italien. Kommunen hade 9 057 invånare (2017).